# Trefán Leonárd
Trefán Dávid P. Leonárd (Kézdiszentkereszt, 1875. december 15. – Kolozsvár, 1945. november 30.) erdélyi magyar ferencrendi szerzetes, római katolikus egyházi író, elbeszélő.

## Életútja, munkássága
Középiskoláit Kézdivásárhelyen végezte. 1891-ben belépett a Szent Ferenc-rendbe. Vajdahunyadon kezdte meg újoncévét, teológiai tanulmányait pedig Esztelneken és Vajdahunyadon végezte (1894–98). Három évig Székelyudvarhelyen tanított a Ferenc-rend elemi iskolájában. 1898-ban szentelték pappá, ezt követően Mikházán újoncmester és házfőnök (1898–99); provinciai titkár Kolozsváron (1899–1904), Marosvásárhelyen (1904–1906) és Kolozsváron (1906–32); 1908-tól tanácsos is, 1909-től provinciális helyettes, 1914–24 között a Ferenc-rend tartományi főnöke; a harmadikrendi közösség igazgatója Mikházán (1932–34) és Kolozsváron (1942–45). 1920-ban politikai vádakkal bebörtönözték.
Ligeti Ernő szerint „nagy szervező munkát fejtett ki a katolikus sajtó megteremtése körül”. Alapítója és szerkesztője volt a Szent Ferenc Hírnöke országos harmadikrendi lapnak (1903–24), A Hírnök keresztény társadalmi, irodalmi, művészeti lapnak (1921–44), a Katolikus Világ hitéleti folyóiratnak (1923–45), a Bernardinus hitszónoklati lapnak (1912–18), a Szent Kereszt – Heilige Kreuz című kétnyelvű folyóiratnak (1926–43). Gondozásában jelent meg a Katolikus Naptár (1905–45).

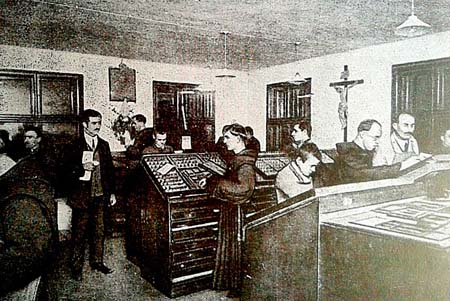
A Szent Bonaventura nyomda kéziszedőterme

1906-ban Kolozsváron megalapította a Szent Bonaventura nyomdát és könyvkiadót, amely a ferences zárdában működött 1948-ig, az államosításig. Ez volt annak idején Kolozsvár legmodernebb nyomdája, amelyben egy világi művezetőn kívül 30–40 Ferenc-rendi szerzetes végezte a gépkezelést, szedést, könyvkötést. Az egyháztörténet a 20. századi erdélyi katolikus sajtó apostolát látja benne. Írói és intézményszervezői munkája mellett kiváló szónok is volt. Az ő nevéhez fűződik a ferencesek kolozsvári óvári templomának restaurálása. 1930-ban ő építette Kolozsváron az Alverna-templomot és üdülőházat, a nyomdában dolgozó ferences testvérek pihenőhelyéül.
628 cikke jelent meg az általa alapított/szerkesztett folyóiratokban, valamint az Erdélyi Lapok, Jóbarát, Vasárnap, Szent Antal című folyóiratokban, amelyek hitépítő szellemű elbeszéléseit is közölték.

## Művei
- Páduai Szent Antal imaegyesületének kézikönyve (Kolozsvár, 1908; további kiadások uo. 1930, 1941);
- Táborhegyi fényben (elmélkedések, Kolozsvár, 1919; 2. kiad. 1930);
- Élő vizek mellett (prédikációk, Kolozsvár, 1926);
- Mosolygó tájak (elbeszélések, Kolozsvár, 1936);
- A mi falunk (rajzok, elbeszélések, Kolozsvár, 1941);
- Hegyen-völgyön-rónaságon (elbeszélések. Budapest, 1943 Az Actio Catolica népies füzetei).